# Supercoppa di eSwatini
La Supercoppa di eSwatini, meglio conosciuta come Swazi Telecom Charity Cup, è una competizione calcistica nazionale dell'eSwatini. La formula utilizzata è in vigore dal 2002.
Molto probabilmente la competizione è il successore della precedente Baphalali Charity Cup. I diversi nomi assunti dalla Charity Cup sono dovuti a motivi di sponsorizzazione.

## Formula
Nella sua ultima formula la Swazi Telecom Charity Cup si svolge in un'unica giornata dove si assiste a tre incontri tra le quattro squadre più votate dai tifosi attraverso il telefono, internet o gli sms. In particolare si assiste a due semifinali e ad una finale, tutte ad eliminazione diretta. Tutto il ricavato viene devoluto in beneficenza. Per quanto riguarda gli anni antecedenti al 2002 il torneo ha avuto diverse formule.

## Albo d'oro

### Charity Shield
| Anno | Squadra         | Città   |
| ---- | --------------- | ------- |
| 1992 | Denver Sundowns | Manzini |

### Swazi Paper Mills Champion of Champions
| Anno | Squadra          | Città   |
| ---- | ---------------- | ------- |
| 1993 | Mbabane Swallows | Mbabane |

### Baphalali Charity Cup
| Anno | Squadra          | Città   |
| ---- | ---------------- | ------- |
| 2001 | Nkomazi Sundowns | Nkomazi |

### Charity Cup
| Anno | Squadra              | Città   |
| ---- | -------------------- | ------- |
| 1996 | Eleven Men in Flight | Siteki  |
| 1998 | Mbabane Highlanders  | Mbabane |
| 1999 | Mbabane Swallows     | Mbabane |
| 2000 | Denver Sundowns      | Manzini |

### Swazi Telecom Charity Cup
| Anno | Squadra             | Città   |
| ---- | ------------------- | ------- |
| 2002 | Manzini Wanderers   | Manzini |
| 2003 | Manzini Wanderers   | Manzini |
| 2004 | Mbabane Swallows    | Mbabane |
| 2005 | Manzini Wanderers   | Manzini |
| 2006 | Royal Leopards      | Simunye |
| 2007 | Mbabane Highlanders | Mbabane |
| 2008 | Mbabane Highlanders | Mbabane |
| 2009 | Moneni Pirates      | Manzini |
| 2010 | Mbabane Highlanders | Mbabane |
| 2011 | Manzini Sundowns    | Manzini |
| 2012 | Manzini Sundowns    | Manzini |
| 2013 | Royal Leopards      | Simunye |
| 2014 | Mbabane Swallows    | Mbabane |
| 2015 | Royal Leopards      | Simunye |
| 2016 | Royal Leopards      | Simunye |
| 2017 | Mbabane Swallows    | Mbabane |
| 2018 | Mbabane Swallows    | Mbabane |
| 2019 | Mbabane Highlanders | Mbabane |

## Vittorie per squadra
Vittorie per squadra della Swazi Telecom Charity Cup.
| Squadra             | Città   | Vittorie | Finalista |
| ------------------- | ------- | -------- | --------- |
| Mbabane Highlanders | Mbabane | 4        | 4         |
| Mbabane Swallows    | Mbabane | 4        | 4         |
| Royal Leopards      | Simunye | 4        | 3         |
| Manzini Wanderers   | Manzini | 3        | 5         |
| Denver Sundowns     | Manzini | 2        | 0         |
| Monemi Pirates      | Manzini | 1        | 0         |
| Young Buffaloes     | Mbabane | 0        | 2         |